# Tryphon rufonotatus
Tryphon rufonotatus là một loài tò vò trong họ Ichneumonidae.